# Ditrichum pancheri
Ditrichum pancheri är en bladmossart som beskrevs av Jean Édouard Gabriel Narcisse Paris 1900. Ditrichum pancheri ingår i släktet grusmossor, och familjen Ditrichaceae. Inga underarter finns listade i Catalogue of Life.